# ゲリボル
ゲリボル（トルコ語: Gelibolu, ギリシア語: Καλλίπολις/Kallipolis、ラテン語: Callipolis, 英語: Gallipoli）は、トルコのマルマラ地方のチャナッカレ県に位置する町であり、西からエーゲ海、東からダーダネルス海峡に挟まれたゲリボル半島上にある。ゲリボルの名前の由来はギリシア語のカリポリスであり、「美しい町」という意味である。英語名はガリポリ。

## 歴史

### 古代・中世
カリポリスはチェルソネスス・トラキカ（ゲリボル半島の古名）の東側にある町で、町の東はダーダネルス海峡の入り口であった。ビザンツ皇帝ユスティニアノス2世は、カリポリスに要塞を築き、軍隊用の小麦やワインを貯蔵する倉庫を設置した。1304年にカリポリスは、ビザンツ帝国に反乱を起こしたカタルーニャ傭兵団に占領された。しかし1307年には、ビザンツ帝国の報復を恐れたカタルーニャ傭兵団はカリポリスの町を破壊し、自身に友好的なカッサンドリアを中心とする地域に撤退したために、カリポリスの町は荒廃した。

### 近世
1354年の地震でカリポリスの街は崩壊したが、ビザンツ帝国時代はほとんど見捨てられたままだった。しかしすぐにアナトリアのトルコ人が海峡を渡り、町を占領した。つまり、カリポリスはオスマン帝国が初めてヨーロッパ地域で手に入れた町であり、その後バルカン半島に領土を広げる端緒となった町なのである。ビザンツ帝国領だったバルカン半島の町は14世紀から15世紀にかけてしだいにオスマン帝国に征服されていったが、居住していたギリシャ人は日常生活を続けていた。やがてゲリボルはエディルネ州（ヴィラヤト）での主要都市となり、ギリシャ人やトルコ人、アルメニア人、ユダヤ人合わせて30,000人が住む町となった。

### 近代・現代
クリミア戦争中の1854年には、ゲリボルは英仏軍の野営地となり、またイスタンブールへの航路の停泊地にもなった。第一次世界大戦までこの地域で戦争が起こることはなかったが、イギリスとロシアがオスマン帝国に目をつけるようになると、オスマン帝国はドイツの援助でゲリボル半島に要塞を連ねた。第一次世界大戦中の1914年にはこの地域でガリポリの戦いが行われた。1920年にロシア白軍が敗北すると、白軍の司令官ピョートル・ヴラーンゲリと兵士、およびその家族はクリミア半島からゲリボルに避難し、そこからユーゴスラビアなどのヨーロッパ各国へ向かっていった。ゲリボルには、兵士を追悼するために「ゲリボルの十字架」という石碑が建立された。石碑は地震で破壊されたが、トルコ政府の援助により2008年1月から再建工事が進められている。また、1920年から1922年の間はギリシャ領であったが、ローザンヌ条約で再びトルコ領となった。

## 宗教の歴史
ゲリボルの名を冠するビザンツ帝国のトラキア属州だった時に由来するローマ・カトリックの名義司教座が残っている。
ゲリボルはヘラクレアの属主教であった。ル・キアンは6人の正教会の主教について言及しており、初めは431年のエフェソス公会議で出席している。この時ヘラクレア主教はコエラ主教と合体し1500年まで続いた。1904年には府主教座となった。またル・キアンは1208年から1518年までの8人のローマ・カトリックの司教についても言及している。